# Valeria Gordeev

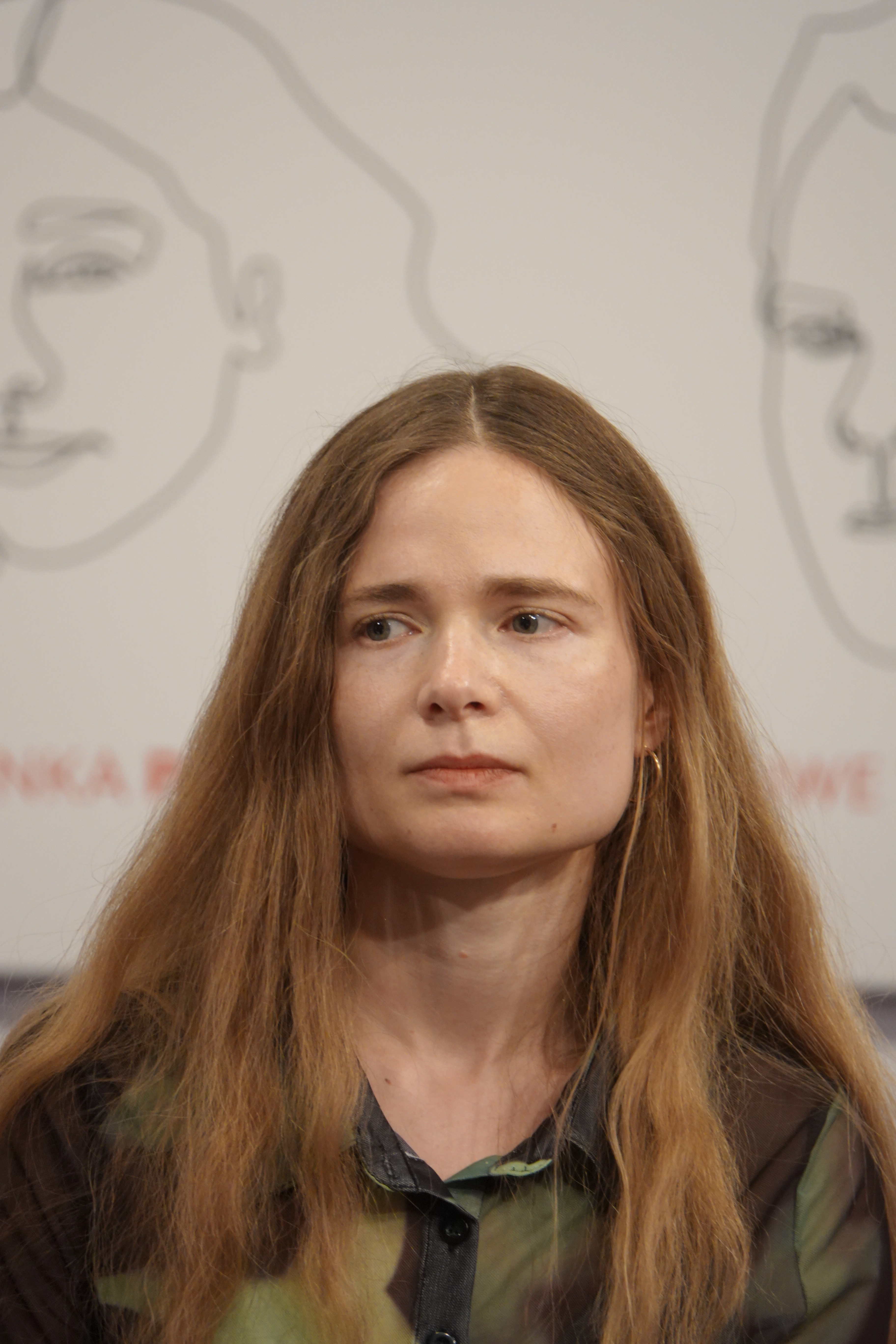
Valeria Gordeev (2023)

Valeria Gordeev (* 20. Oktober 1986 in Tübingen) ist eine deutsche Schriftstellerin und Illustratorin. 2023 gewann sie den Ingeborg-Bachmann-Preis.

## Leben und Werk
Die Eltern von Valeria Gordeev wanderten Ende der 1970er Jahre aus der Sowjetunion aus; ihre Familie lebt heute in Russland, der Ukraine, den USA und in Deutschland. Gordeev studierte Mathematik und Art in Context in Berlin sowie Literarisches Schreiben in Leipzig. Ihre Abschlussarbeit an der Universität der Künste Berlin bestand aus einem Reiseführer an das Böhmische Meer, dem ein berühmtes Gedicht Ingeborg Bachmanns zugrunde lag.
Ein Romanprojekt, das sich unter anderem mit einem fiktiven Forschungsinstitut und dessen Versuch beschäftigt, den Leichnam Lenins zu erhalten, wurde 2018 im Rahmen der Autorenwerkstatt Prosa durch das Literarische Colloquium Berlin gefördert. In Zeitschriften und anderen Periodika veröffentlichte sie in der Folgezeit Auszüge aus dem Roman und eigenständige Erzählungen.
2023 nahm Valeria Gordeev auf Einladung der Jurorin Insa Wilke an den Tagen der deutschsprachigen Literatur in Klagenfurt am Wörthersee teil und gewann dort mit ihrem Prosatext Er putzt den Ingeborg-Bachmann-Preis.
Illustrationen Gordeevs zu literarischen Werken – unter anderem zu Büchern von Tarjei Vesaas, Harry Martinson und Heðin Brú – sind im Guggolz Verlag erschienen. In Zusammenarbeit mit dem Autor Franz Friedrich verfasste sie Liedtexte für Filme des Regisseurs Max Linz. Valeria Gordeev lebt und arbeitet in Berlin.

## Auszeichnungen und Stipendien (Auswahl)
- 2018: Autorenwerkstatt Prosa des Literarischen Colloquiums Berlin
- 2019: Literaturstipendium des Landes Brandenburg
- 2020: Literaturstipendium des Landes Baden-Württemberg
- 2020: Grenzgänger Recherchestipendium der Robert-Bosch-Stiftung
- 2021: Nominierung für den Alfred-Döblin-Preis
- 2022: Preis der Floriana-Biennale für Literatur
- 2023: Ingeborg-Bachmann-Preis[5]

## Werke (Auswahl)
- Das Geheimnis der Piroschki. Erzählung. In: Federlesen. Anthologie der Jürgen Ponto-Stiftung zur Förderung junger Künstler, Berlin 2018.
- Die Zikade entschlüpft ihrer goldglänzenden Hülle. Romanauszüge. In: Sprache im technischen Zeitalter, Berlin 2018.
- The Time Machine Of The Benjaminian Front. Erzählung. Kollaboration mit Franz Friedrich. In: Koschke. Publikation der Woche der Kritik, Berlin 2019.
- Archeology TV. Prosa. In: Tippgemeinschaft. Anthologie, Leipzig 2019.
- Ist es eine Utopie? Ist es eine Dystopie? Essay. Kollaboration mit Franz Friedrich. In: schliff. Edition text+kritik, Band 11. Utopie, Köln 2021.
- Elf Töchter. Eine Familienaufstellung. Erzählung. In: Neue Rundschau 2024/1, Frankfurt am Main 2024.